# Anton Urban (Fußballspieler)
Anton Urban (* 16. Januar 1934 in Kysak; † 5. März 2021) war ein slowakischer Fußballspieler und -trainer. Mit der tschechoslowakischen Auswahl gewann er bei den Olympischen Spielen 1964 in Tokio die Silbermedaille.

## Vereinskarriere
Anton Urban kam nach dem Zweiten Weltkrieg aus Kysak nach Bratislava und wurde dort von Redakteur und Klubfunktionär Jozef Múdry eingeladen, für den ŠK Bratislava zu spielen. Nachdem er für die Jugendmannschaften und das B-Team gespielt hatte, debütierte Urban in der Saison 1953 im Alter von 19 Jahren in der ersten Mannschaft von Slovan Bratislava im Spiel bei Lokomotíva Košice. In dieser Saison kam der Verteidiger noch drei weitere Male zum Einsatz.
Nach 14 Einsätzen in der Spielzeit 1954 wurde er noch im Herbst desselben Jahres nach Olmütz geschickt, um dort bei Erstligaabsteiger Křídla vlasti Olomouc seinen Wehrdienst abzuleisten. In der zweiten Liga agierte Urban zeitweise auch als Spielertrainer, der sofortige Wiederaufstieg in der Saison 1955 wurde allerdings knapp verfehlt. Sein Stammverein Slovan war indes tschechoslowakischer Meister geworden.
Anfang 1956 wechselte Urban zu ČH Bratislava, wo er seinen Militärdienst fortsetzte und weitere 18 Erstligaspiele auf sein Konto schrieb. Im Frühjahr 1957 kehrte Urban zu Slovan zurück. Von Trainer Leopold Šťastný, der die bisherige Abwehrreihe nicht durcheinanderbringen wollte, wurde Urban mal im Mittelfeld, mal sogar im Sturm eingesetzt. Auch dort konnte der athletische, schnelle und zweikampfstarke Urban überzeugen. In der Folge wurde er Stammspieler bei Slovan auf der Position des Rechtsverteidigers und sollte es für etwa eine Dekade bleiben.
Mit Slovan gewann Urban drei Mal den tschechoslowakischen Fußballpokal, und zwar in den Jahren 1962, 1963 und 1968, wobei er in den Finalspielen 1968 nicht mehr auf dem Platz stand. In den Spielzeiten 1956, 1959/60, 1963/64, 1966/67 und 1967/68 wurde er mit seiner Mannschaft Vizemeister. Ein Meistertitel blieb Urban versagt – 1949 bis 1951, bei Slovans ersten drei Titeln war er noch zu jung gewesen, 1955 leistete er seinen Wehrdienst in Olmütz ab – und 1970, bei Slovans fünftem Titelgewinn, hatte er seine Karriere bereits beendet.
Nach einem Jahrzehnt in den Reihen von Slovan Bratislava wechselte der Slowake zur Saison 1968/69 in die österreichische Bundesliga zu Wacker Innsbruck. Für die Tiroler absolvierte Urban 18 Ligaspiele, außerdem drei Cup-Spiele und eine Partie im Europapokal am 10. September 1968 im Messestädtepokal-Erstrundenspiel gegen Eintracht Frankfurt, welche mit 2:2 endete.
Insgesamt absolvierte Urban in der ersten tschechoslowakischen Liga 283 Spiele, in denen er vier Tore schoss. Für Slovan bestritt er außerdem zehn Partien im Europapokal der Pokalsieger.

## Nationalmannschaft
Obwohl Stammspieler bei einem der führenden Klubs der Tschechoslowakei der 1950er- und 1960er-Jahre, bestritt Urban kein Spiel für die tschechoslowakische A-Nationalmannschaft. Er war zwar mehrmals nominiert, auf den Platz gelangte er jedoch nie. Große Erfolge hingegen feierte er mit der 1959 neu gegründeten tschechoslowakische Olympiaauswahl, die er 1964 als Kapitän nach Erfolgen über Frankreich und Griechenland in der Qualifikation sowie Südkorea, Ägypten, Brasilien, Japan und die DDR in der Endrunde zur Silbermedaille führte.

## Trainerkarriere
Nach seiner Rückkehr aus Österreich betreute Urban zunächst als Trainer die B-Mannschaft von Slovan Bratislava, anschließend coachte er ČH Bratislava. 1974 ging er zum damaligen Zweitligisten ZŤS Petržalka, mit dem ihm 1980/81 der Aufstieg in die erste Liga gelang. Anschließend übte er für kurze Zeit das Traineramt bei Slovan Bratislava aus. Von 1992 bis 1996 war er Generalsekretär von Slovan Bratislava.